# Mastoiditis
Mastoiditis je upala sisastog nastavka (lat. processus mastoideus),  dijela sljepoočne kosti (lat. os temporale) lubanje, koji je smješten neposredno iza uha. Najčešći uzrok upale je neliječena upala srednjeg uha (lat. otitis media). S razvojem antibiotika, mastoiditis je postao rijetka bolest u razvijenim zemljama, dok je u prošlosti bila jedan od vodećih uzrok smrti djece. Bolest se liječi lijekovima ili kirurški. Ako se bolest ne liječi, upala se može proširiti na okolne strukture, uključujući mozak, i može izazvati teške komplikacije (npr. meningitis i epiduralni apsces).
|  | Molimo pročitajte upozorenje o korištenju medicinskih informacija. Ne provodite liječenje bez savjetovanja s liječnikom! |